# 長谷川慎也
長谷川 慎也（はせがわ しんや、1991年9月30日 - ）は、日本の俳優。
新潟県上越市出身。劇団スーパー・エキセントリック・シアター（SET）の劇団員。

## 略歴
2012年劇団スーパー・エキセントリック・シアター(SET)　俳優養成所に入所。
2013年2月SET研究生卒業公演ミュージカル「TIME」出演。
2013年2月より準劇団員としてSETに入団。

## 出演

### テレビドラマ
- 孤独のグルメ Season3 第2話 （2013年7月17日、テレビ東京） - カップル客・男 役
- 美女と男子 第1話 （2015年4月14日、NHK） - 男A 役
- コード・ブルー -ドクターヘリ緊急救命-（2017年） - 吉崎孝司 役
- 相棒（テレビ朝日）
  - Season17第8話（2018年） - 土井彰 役
  - Season21第18話（2023年） - 池田淳 役
- ワカコ酒 - 伊藤 役
  - Season3（2017年4月 - 6月、BSジャパン）
  - Season4（2019年1月 - 3月、BSテレ東）
  - Season5（2020年4月 - 6月、BSテレ東）
  - 飛騨酒蔵めぐり（2020年12月29日・12月30日、BSテレ東）
  - Season6（2022年1月11日 - 3月29日）
  - Season7（2023年7月4日 - 9月19日）
  - Season8（2025年1月9日 - 3月27日）[1]
  - Season9（2025年10月2日〈予定〉 - ）[2]

### ラジオドラマ
- FMシアター（NHK-FM）
  - 「砂浜クラブ」（2019年4月13日）[3] - クラスメイト 役

### 情報・バラエティ
- あさイチ（2015年10月19日、NHK） - 隣のお宅　次女役
- あさイチ（2016年8月1日、NHK） - 隣のお宅　息子役

### CM
- ソニーコンピューター『PS Vita TV』How to movie

### 舞台
- 2012年度附属俳優養成所研究生卒業公演「TIME」（2013年2月3日、四谷区民ホール）
- 第51回本公演「スキャンダラス列島」（2013年11月、サンシャイン劇場）
- イシン！（2014年2月14日 - 23日、赤坂RED THEATER）
- スタミナやプロデュース第3弾「エキスポ」
  - 神奈川公演（2014年4月19日、横浜市泉区民文化センター テアトルフォンテ）
  - 東京公演（2014年4月22日 - 27日、ザ・ポケット）
- ライブ パフォーマンス ステージ「チア男子！！」（2016年12月9日 - 18日、AiiA 2.5 Theater Tokyo）
- 舞台「十二大戦」（2018年5月4日 - 5日、新神戸オリエンタル劇場/5月9日 - 13日、シアター1010） - 断罪兄弟・弟 役
- 第56回本公演「テクニカルハイスクールウォーズ　鉄クズは夜作られる」（2018年10月12日 - 28日、サンシャイン劇場）
- 疎開サロン演劇公演「愛の勝利」（2018年12月27日 - 30日、北千住BUOY） - アジス 役
- 日本の演劇人を育てるプロジェクト「絢爛とか爛漫とか」モダンボーイ版（2019年2月13日 - 17日、テアトルBONBON） - 加藤常吉 役
- イケメンヴァンパイア◆偉人たちと恋の誘惑 THE STAGE ～Episode.0～（2019年4月12日 - 16日、EX THEATER ROPPONGI） - セバスチャン 役
- ホテルメトロポリタン　ミステリーナイト2019「ブラッディウルフ　～博物館の怪しい影～」（2019年8月11日 - 14日、ホテルメトロポリタン/8月16日、リーガロイヤルホテル/8月24日 - 25日、電気ビルみらいホール） - 芳倉純心 役
- 第57回本公演「ピースフルタウンへようこそ」（2019年10月11日 - 27日、サンシャイン劇場/11月8日 - 9日、穂の国とよはし芸術劇場PLAT/11月13日 - 14日、兵庫県立芸術文化センター　阪急中ホール）
- ワンツーワークス「グロリア」（2020年2月27日 - 3月8日、赤坂RED THEATER） - ラシャード 役